# David Haughton (cestista)
David Haughton (Greenburgh, 1º agosto 1991) è un cestista statunitense, professionista in Europa.